# Сент-Уан-д’Они
Сент-Уа́н-д’Они́ (фр. Saint-Ouen-d’Aunis) — коммуна во Франции, находится в регионе Пуату — Шаранта. Департамент коммуны — Шаранта Приморская. Входит в состав кантона Маран. Округ коммуны — Ла-Рошель.
Код INSEE коммуны — 17376.

## Население
Население коммуны на 2010 год составляло 1201 человек.
| 1962 | 1968 | 1975 | 1982 | 1990 | 1999 | 2010 |
| ---- | ---- | ---- | ---- | ---- | ---- | ---- |
| 283  | 246  | 339  | 524  | 612  | 690  | 1201 |